# Munjor
Munjor – jednostka osadnicza w Stanach Zjednoczonych, w stanie Kansas, w hrabstwie Ellis.